# الثلاثية المكملة لسلسلة حرب النجوم الأصلية

شعار حرب النجوم في كل الأفلام

الثلاثية المكملة لسلسلة حرب النجوم هي ثالث  ثلاثية في أوبرا الفضاء  مكملةلحرب النجوم الاصلية ، التي تم إنشاؤها من قبل جورج لوكاس. و يتم إنتاجها من قبل لوكاس فيلم المحدودة. وشركة باد روبوت للإنتاج ويتم توزيعها من قبل والت ديزني ستوديوز موشن بيكتشرز.

## نبذة
الثلاثية تتكون من الحلقات السابع و حتي الحلفة التاسعة وتلي فيلم عودة الجيداي (1983) في التسلسل الزمني. كان مقررا في الأصل تتمة ثلاثية في منتصف السبعينيات من القرن الماضي،  ولكن  تخلى جورج لوكاس عن هذه الخطط خلال أواخر 1990s. في عام 2012 اشترت شركة والت ديزني  شركة لوكاس فيلم وأعلنت إنتاج الثلاثية المكملة.

## الأفلام
الفيلم الأول في الثلاثية هو حرب النجوم: القوة تستيقظ ، بدأت مرحلة ما قبل الإنتاج في 30 تشرين الأول / أكتوبر، 2012, وصدر في18 كانون الأول / ديسمبر، 2015 في الولايات المتحدة في أعقاب العرض الخاص في لوس أنجلوس يوم 14 ديسمبر. والفيلم من إخراج ج. ج. أبرامز الذي كتب السيناريو مع لورانس Kasdan ومايكل أرندت. هاريسون فورد، مارك هاميل، كاري فيشر وغيرهم من أعضاء فريق العمل الرئيسي من ثلاثية الأصلي عاد إلى تجسيد أدوارهم وأيضا كل من ديزي ريدلي، جون Boyega، آدم دريفرو أوسكار إسحاق.